# Robinsonella glabrifolia
Robinsonella glabrifolia är en malvaväxtart som beskrevs av P.A. Fryxell. Robinsonella glabrifolia ingår i släktet Robinsonella och familjen malvaväxter. Inga underarter finns listade i Catalogue of Life.